# 조크 (비디오 게임)

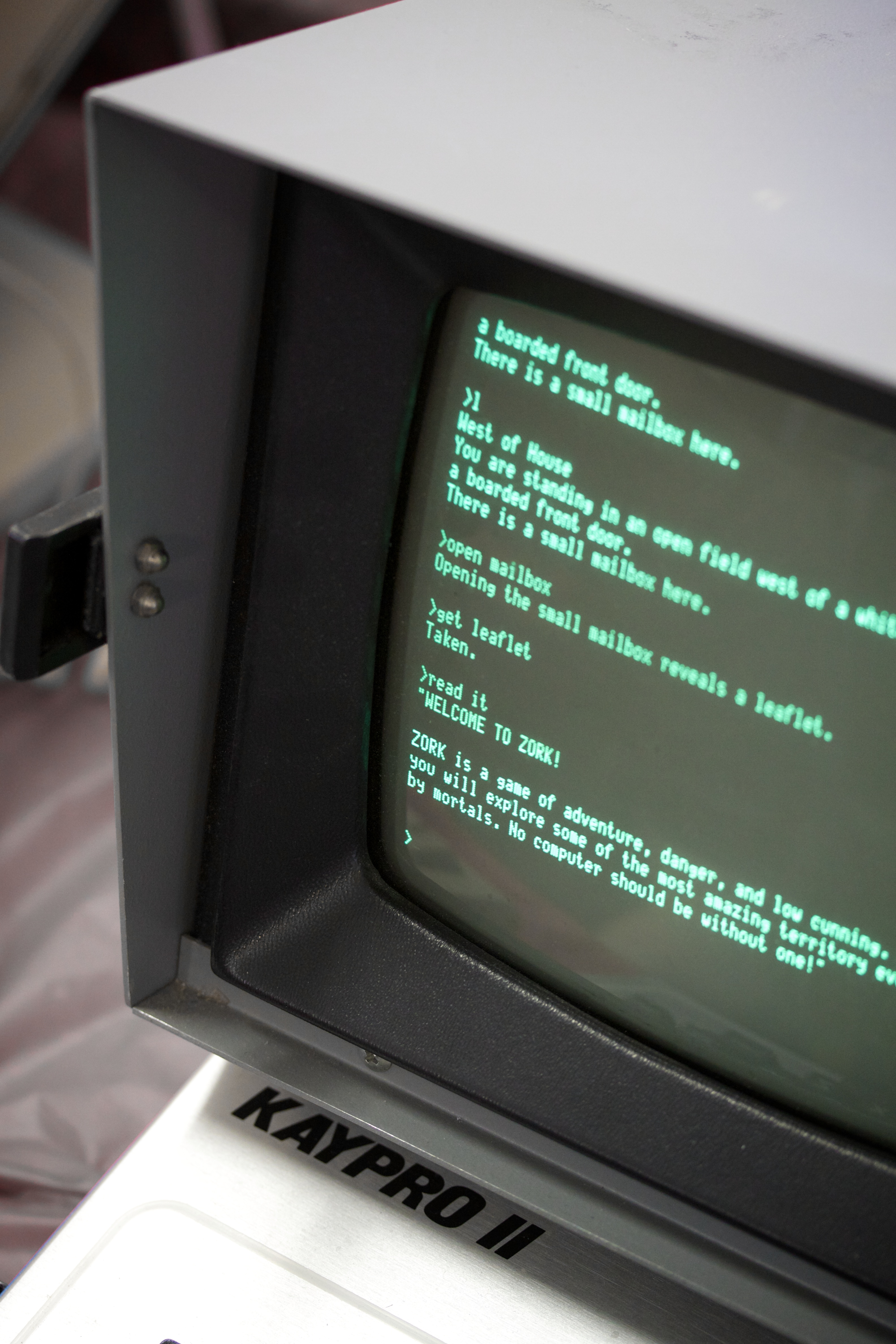
Kaypro 컴퓨터에서 플레이되는 조크

조크(Zork)는 인터랙티브 픽션 컴퓨터 게임이다. MIT 다이내믹 모델링 그룹의 4명의 멤버 팀 앤더슨, 마크 블랭크, 브루스 대니얼스, 데이브 레블링에 의해 1977년부터 1979년 사이 DEC PDP-10 메인프레임 컴퓨터용으로 처음 개발되었다. 이 4명은 1979년 인포컴이라는 기업을 설립하였고 메인프레임 시스템과 비견되는 개인용 컴퓨터의 메모리 제안으로 인해 조크(Zork)를 PC용 상용 게임으로 출시하였다. 상업적으로 출시된 3개의 타이틀은 1980년의 Zork: The Great Underground Empire – Part I(이른바 조크 I), 1981년의 Zork II: The Wizard of Frobozz, 1982년의 Zork III: The Dungeon Master가 있다. 그 뒤로 이 게임은 수많은 시스템에 이식되었다.